# Model korekty błędu
Model korekty błędu, model korekty błędem (ang. error correction model, ECM) – model umożliwiający modelowanie zbioru szeregów czasowych, w którym zmienne charakteryzują się wspólnym długoterminowym trendem stochastycznym (kointegracją). Model ECM przydatny jest do szacowania zarówno krótkoterminowych, jak i długoterminowych efektów oddziaływania jednych szeregów czasowych na inne. Termin korekta błędu odnosi się do faktu, że odchylenie ostatniego okresu od równowagi długoterminowej, czyli błąd, wpływa dynamikę w krótkim okresie. W ten sposób za pomocą modelu bezpośrednio szacuje się prędkość, z jaką zmienna zależna powraca do równowagi po zmianie innych zmiennych.

## Historia
Yule (1926) oraz Granger i Newbold (1974) jako pierwsi zwrócili uwagę na problem korelacji pozornej i zaproponowali sposoby, jak sobie z nim radzić w analizie szeregów czasowych. Gdy weźmie się dwa zupełnie niezależne, ale zintegrowane (niestacjonarne) szeregi czasowe, analiza regresji jednego szeregu względem drugiego będzie miała tendencję do wykazywania pozornie statystycznie istotnej zależności, co może doprowadzić badacza do błędnego przekonania, że wykazał prawdziwą zależność między tymi zmiennymi. Zwykłe estymatory najmniejszych kwadratów nie będą już spójne, a powszechnie stosowane statystyki testowe nie będą działały prawidłowo. Symulacje Monte Carlo pokazały, że dla takich niezależnych szeregów można uzyskać bardzo wysoki współczynnik determinacji R kwadrat, wysokie wartości statystyki t i niskie wartości statystyki Durbina-Watsona. Phillips (1986) wykazał, że oszacowania parametrów nie będą zbieżne pod względem prawdopodobieństwa w miarę zwiększania się rozmiaru próby. Może jednak istnieć wspólny stochastyczny trend dla obu szeregów, który rzeczywiście zainteresuje badacza, ponieważ odzwierciedla on długoterminową zależność między tymi zmiennymi.
Ze względu na stochastyczną naturę trendu nie jest możliwe podzielenie zintegrowanego szeregu na trend deterministyczny (przewidywalny) i szereg stacjonarny zawierający odchylenia od trendu. Nawet w przypadku błądzenia losowego z wyeliminowanym trendem prędzej czy później pojawią się fałszywe korelacje. Zatem eliminacja trendu nie rozwiązuje problemu szacowania.
Aby moc zastosować podejście Boxa-Jenkinsa, można różnicować szeregi, a następnie dopasowywać (szacować) modele takie jak ARIMA. Jest to możliwe dzięki temu, że wiele szeregów czasowych (np. w ekonomii) wydaje się być stacjonarnymi w pierwszych różnicach. Prognozy oparte na takim modelu nadal będą uwzględniać cykle i sezonowość obecne w danych. Jednak różnicowanie powoduje, że pomija się informacje o długoterminowych korektach, jakie mogą pojawiać się w pierwotnym szeregu, przez co prognozy długoterminowe będą mało wiarygodne.
W odpowiedzi na ten problem Sargan (1964) opracował metodę ECM, która zachowuje informacje o długoterminowych zależnościach.

## Estymacja
W literaturze znanych jest kilka metod szacowania modelu dynamicznego opisanego powyżej. Wśród nich wyróżnia się dwuetapowe podejście Engle’a i Grangera oraz wektorową metodę VECM wykorzystującą metodę Johansena.

### Podejście Engle’a i Grangera
Pierwszym krokiem jest wstępne przetestowanie poszczególnych szeregów czasowych w celu potwierdzenia, czy są one niestacjonarne. Można to zrobić, wykorzystując standardowe testy pierwiastka jednostkowego (DF/ADF). Rozważmy przypadek dwóch różnych szeregów {\displaystyle x_{t}} i {\displaystyle y_{t}}. Jeśli oba są niezintegrowane, czyli I(0), standardowa analiza regresji będzie prawidłowa. Jeżeli przynajmniej jeden z nich jest zintegrowany, np. jeden z nich to I(1), a drugi to I(0), należy przekształcić model.
Jeżeli oba są zintegrowane w tym samym stopniu – najczęściej I(1) – można oszacować model ECM w postaci:
{\displaystyle A(L)\,\Delta y_{t}=\gamma +B(L)\,\Delta x_{t}+\alpha (y_{t-1}-\beta _{0}-\beta _{1}x_{t-1})+\nu _{t}.}
Jeżeli obie zmienne są zintegrowane i relacja opisana powyższym równaniem istnieje, to szeregi są skointegrowane zgodnie z twierdzeniem Engle’a-Grangera.
Drugim krokiem jest oszacowanie modelu {\displaystyle y_{t}=\beta _{0}+\beta _{1}x_{t}+\varepsilon _{t}} przy użyciu zwykłej metody najmniejszych kwadratów. Jeżeli regresja nie jest pozorna, co ustalono na podstawie kryteriów testowych opisanych powyżej, metoda najmniejszych kwadratów będzie nie tylko zasadna, ale również spójna (Stock, 1987). Następnie przewidywane reszty {\displaystyle {\hat {\varepsilon _{t}}}=y_{t}-\beta _{0}-\beta _{1}x_{t}} z tej regresji są zapisywane i wykorzystywane w regresji, w której zmiennymi objaśniającymi są zmienne różnicowane oraz opóźnione reszty:
{\displaystyle A(L)\,\Delta y_{t}=\gamma +B(L)\,\Delta x_{t}+\alpha {\hat {\varepsilon }}_{t-1}+\nu _{t}.}
Następnie można przetestować kointegrację, używając standardowej statystyki t dla {\displaystyle \alpha }. 
Choć podejście to jest łatwe do zastosowania, wiąże się z nim wiele problemów:
- Testy pierwiastka jednostkowego jednowymiarowego stosowane w pierwszym etapie mają niską moc statystyczną.
- Wybór zmiennej zależnej w pierwszym etapie wpływa na wyniki testu, tzn. potrzebna jest słaba egzogeniczność {\displaystyle x_{t}} zgodnie z ustaleniami przyczynowości Grangera.
- Może wystąpić błąd systematyczny małej próby.
- Test kointegracji na {\displaystyle \alpha } nie ma standardowego rozkładu.
- Nie można zweryfikować poprawności parametrów długoterminowych w pierwszym etapie regresji, w którym uzyskuje się reszty, ponieważ rozkład estymatora MNK wektora kointegrującego jest wysoce skomplikowany i odbiega od rozkładu normalnego.
- Można zbadać co najwyżej jedną relację kointegrującą.

### VECM
Opisane powyżej podejście Engle’a-Grangera ma szereg słabości. Mianowicie ogranicza się ono do pojedynczego równania z jedną zmienną określoną jako zmienna zależna, wyjaśnioną za pomocą innej zmiennej, o której zakłada się, że jest słabo egzogeniczna pod względem interesujących badacza parametrów. Polega ona również na wstępnym testowaniu szeregów czasowych w celu ustalenia, czy zmienne są I(0) czy I(1). Tego typu słabości można wyeliminować stosując procedurę Johansena. Do jej zalet zalicza się brak konieczności wstępnego testowania, możliwość występowania licznych relacji kointegrujących, traktowanie wszystkich zmiennych jako endogenicznych oraz możliwość przeprowadzania testów odnoszących się do parametrów długoterminowych. Powstały model nazywany jest modelem wektorowej korekty błędu (ang. vector error correction model, VECM), ponieważ dodaje on funkcje korekty błędu do wieloczynnikowego modelu wektorowej autoregresji (VAR). Procedura wygląda następująco:
- Krok 1: Szacowanie nieograniczonego modelu VAR obejmującego potencjalnie niestacjonarne zmienne.
- Krok 2: Test kointegracji przy użyciu testu Johansena.
- Krok 3: Stworzenie i analiza VECM.

### Przykład ECM
Ideę kointegracji można zademonstrować na prostym przykładzie makroekonomicznym. Załóżmy, że konsumpcja {\displaystyle C_{t}} i dochód rozporządzalny {\displaystyle Y_{t}} to makroekonomiczne szeregi czasowe, które są ze sobą powiązane w długim okresie (patrz hipoteza dochodu stałego). Konkretnie, niech średnia skłonność do konsumpcji wyniesie 90%, czyli w dłuższej perspektywie {\displaystyle C_{t}=0.9Y_{t}}. Z punktu widzenia ekonometryka ta długoterminowa relacja (nazywana również kointegracją) istnieje, jeśli błędy wynikające z regresji {\displaystyle C_{t}=\beta Y_{t}+\varepsilon _{t}} tworzą szereg stacjonarny, chociaż {\displaystyle Y_{t}} i {\displaystyle C_{t}} są niestacjonarne. Załóżmy również, że jeśli {\displaystyle Y_{t}} nagle zmienia się o {\displaystyle \Delta Y_{t}}, to {\displaystyle C_{t}} zmienia się o {\displaystyle \Delta C_{t}=0.5\,\Delta Y_{t}}, czyli krańcowa skłonność do konsumpcji wynosi 50%. Wreszcie załóżmy, że rozziew między bieżącą konsumpcją a jej wartością równowagową zmniejsza się w każdym okresie o 20%.
W tym układziezmianę konsumpcji {\displaystyle \Delta C_{t}=C_{t}-C_{t-1}} można modelować jako {\displaystyle \Delta C_{t}=0.5\,\Delta Y_{t}-0.2(C_{t-1}-0.9Y_{t-1})+\varepsilon _{t}}. Pierwszy człon prawej strony równania opisuje krótkoterminowy wpływ zmian {\displaystyle Y_{t}} na {\displaystyle C_{t}}, drugi człon wyjaśnia długoterminowe dążenie w kierunku równowagi między zmiennymi, a trzeci człon odzwierciedla losowe wstrząsy, na które narażony jest system (np. wstrząsy zaufania konsumentów, które wpływają na konsumpcję). Aby zobrazować działanie tego modelu, należy wziąć pod uwagę dwa rodzaje wstrząsów: stały i przejściowy (tymczasowy). Dla uproszczenia niech {\displaystyle \varepsilon _{t}} wynosi zero dla wszystkich t. Załóżmy, że w okresie t − 1 układ jest w równowadze, tj. {\displaystyle C_{t-1}=0.9Y_{t-1}} oraz że w okresie t dochód rozporządzalny {\displaystyle Y_{t}} wzrasta o 10, a następnie wraca do poprzedniego poziomu. W takiej sytuacji {\displaystyle C_{t}} najpierw (w okresie t) wzrasta o 5 (o połowę 10), ale następnie zaczyna spadać i powraca do poziomu początkowego. Jeśli natomiast szok dotyczący {\displaystyle Y_{t}} jest trwały, to {\displaystyle C_{t}} powoli zbiega się do wartości przekraczającej wartość początkową {\displaystyle C_{t-1}} o 9.
Taka struktura jest wspólna dla wszystkich modeli ECM. W praktyce ekonometrycy często najpierw szacują relację kointegrującą (równanie zawierające wartości pierwotne), a następnie wstawiają ją do modelu głównego (równanie zawierające różnice).

## Literatura
- Cointegration. W: Juan J. Dolado: A Companion to Theoretical Econometrics. Oxford: Blackwell, 2001, s. 634–654. DOI: 10.1002/9780470996249.ch31. ISBN 0-631-21254-X.
- Walter Enders: Applied Econometric Time Series. Wyd. Third. New York: John Wiley & Sons, 2010, s. 272–355. ISBN 978-0-470-50539-7.
- Helmut Lütkepohl: New Introduction to Multiple Time Series Analysis. Berlin: Springer, 2006, s. 237–352. ISBN 978-3-540-26239-8.Sprawdź autora:3.
- Vance Martin: Econometric Modelling with Time Series. New York: Cambridge University Press, 2013, s. 662–711. ISBN 978-0-521-13981-6.